# La Révolution des fourmis
Pour les articles homonymes, voir Les Fourmis.
La Révolution des fourmis est un roman de Bernard Werber publié en 1996.
Troisième et dernier volet de la trilogie des Fourmis, après Le Jour des fourmis, ce livre relate les débuts de la coopération entre le monde des fourmis et le monde des humains.

## Résumé
Le livre raconte l'histoire de la fourmi 103e et d'une étudiante au chant captivant, Julie Pinson. Elles essaient chacune de révolutionner leur monde respectif, se rencontrent, et se comprennent malgré les millions d'années de préjugés qui les séparent.

### Chez les fourmis
Une vieille fourmi rousse cherche à revenir dans sa fourmilière habituelle Bel-o-kan; elle trouve une feuille appétissante comme réserve de nourriture, mais toutes les deux sont emportées par une rafale de vent. La fourmi chute loin de sa piste. Elle rencontre une cohorte de 12 fourmis exploratrices, et c’est pour notre amie 103 683 (103éme) l’occasion de raconter ses aventures à la recherche du bout du monde, et de ses rencontres avec les doigts, et de la découverte de l’humour, l’art et l’amour. (résumé du livre le Jour des Fourmis)  Mieux que d’exterminer les doigts, le mieux serait de les domestiquer.
Sur le chemin de la fourmilière 103 est malade (fin de vie) et pour se régénérer elle doit trouver de la gelée royale de guêpes près du grand chêne septentrional. Après avoir échappé à un nuage de criquets, les fourmis arrivent enfin au nid Guêpier. 103 seule admise au près de la Reine doit justifier de son besoin de gelée royale, pour vivre plus longtemps avoir un sexe et se perpétuer.
La reine lui propose une épreuve : si 103 arrive à éliminer un scorpion femelle qui menace le guêpier, elle aura ce qu’elle souhaite.
103 sort vainqueur de son combat avec la scorpionne, et la reine des guêpes lui donne sa gelée royale qui comme une drogue la fait remonter à sa création et elle devient princesse avec 12 années de vie de plus. Les treize repartent en direction de Bell-O-Kan, et à la pause elle crée une bibliothèque de mémoire phéromonique de toutes ses expériences et connaissances. Elles rencontrent un fleuve et décident de le descendre sur une feuille de Nénuphar. Après avoir échappé à une attaque des hydromètres, elles doivent affronter une série de cascades. Ils s’en sortent mais doivent affronter une tortue de Floride, qui après sa mort, leur servira de nouvel esquif. Arrivées sur l’île du Cornegera, ils s’aperçoivent que la colonie de la 24éme est attaquée par une armée de fourmis naines. Arrivant à maitriser le feu déclenché par la foudre, ils viendront à bout des envahisseuses.
103éme retrouve 24éme qui elle aussi à absorber de gelée royale de guêpe et a acquis un sexe masculin il est Prince.
Ils remettent en marche pour regagner Bel-o-kan. C’est la Révolution des DOIGTS. Ils s’imprègnent de ce que leur raconte 103ème , domestique le feu, s’essaie à l’ART à la marche sur deux pattes, mais le feu mal maitrisé déclenche l’incendie de l’arbre où elles ont trouvé refuge pour la nuit
Une pluie miraculeuse éteint l’incendie. La grande troupe atteint enfin Bel-o-kan, mais elles sont accueillies comme des ennemies et une grande bataille d’engage. Submergées par le nombre des défenseurs, la révolution pro doigts est proche de la défaite. Mais 103émeet ses allées creusent un tunnel qui les amène au centre de Bel-o-kan et en déclenche l’incendie. Les combattantes abandonnent la bataille pour éteindre l’incendie. 103éme retrouve 24ème, qui lui présente son projet d’écrie un grand roman sous la forme d’une trilogie « Contact, Confrontation, Coopération entre les fourmis et les Doigts.
103éme explore la cité détruite et retrouve la Reine assassinée. Face à la menace de la destruction symbolisée par la pancarte blanche, Elle décide de déplacer la cité et d’en construire une ultramoderne à quelque distance de là.
Mais elles sont attaquées par des fourmis naines largement supérieures en nombre, mais celles-ci s’endorment la nuit, et les fourmis rousses éclairées avec des luminions les massacrent.
Dans la nouvelle cité de Bel-o-kan, devant la menace grandissante du mouvement Déiste,103ème décide de les supprimer. Une petite partie réussit à s’échapper en colonisant l’intérieur d’un ver de terre.
La grande marche vers l’univers des doigts a repris.
Ils arrivent à la pyramide humaine, au moment où les policiers lancent l’assaut ; devant la marée de fourmis, les autorités déversent l’insecticide qui détruit l’ensemble des fourmis.

### Chez les humains
- JULIE : A l’occasion d’une balade en forêt avec son père Gaston PINSON, directeur des affaires juridiques des Eaux et Forêts chargé du secteur de la forêt de Fontainebleau, et de son chien Achille, Julie PINSON, jeune fille révoltée, anorexique et boulimique, fait une grande chute et au fond d’une vallée découvre une grande pyramide de béton étincelant. Elle est secourue par son père, mais celui-ci intriguée par cette construction, décide de la revoir, mais il y trouvera la mort.

Sur le chemin de retour de son lycée, Julie est attaquée et malmenée par Gonzague Dupeyron et des deux acolytes mais elle est sauvée par l’intervention de la bande des 7 nains.
Elle rejoint le groupe de musiques des 7 nains et en devient la chanteuse, en recommençant à chanter. Avec Francine, elle découvre le jeu EVOLUTION qui permet la création et l’évolution de différentes sociétés virtuelle.
Avec son groupe de musique ils décident de créer leur propre répertoire, et se produiront en public très prochainement à l’occasion de l’inauguration d’une salle de quartier.
Le premier concert de Blanche-Neige et les Sept Nains a lieu ; malgré la présence des trublions Rats Noirs, le Concert est un succès et enchantent les spectateurs ; un second concert est prévu, le groupe s’appelle désormais les FOURMIS, avec une mise en scène plus élaborée dans de nouveaux costumes , nouveau décor et nouvelle musique. C’est un succès monstre et tous les participants convergent vers le lycée pour y faire la fête, mais ils se heurtent à un barrage policier. Ils arrivent à contourner, et à se réfugier dans l’enceinte du lycée, où les 321 personnes s’organisent au mieux dans le respect de liberté de chacun et le respect de l’autre c’est la Révolution Des Fourmis. Dans l’Encyclopédie du Savoir Relatif et absolu Julie se documente sur les différentes sociétés utopiques par le monde. Ils décident de créer une SARL la REVOLUTION DES FOURMIS et de la diversifier en différentes filiales avec à la tête de chacune un des 7nains. Autour de chaque stand de ces filiales, c’est le foisonnement des idées et leur inter enrichissement. Et le recherche du développement de la recherche de la VMV Vie de Moindre Violence.
La cité utopique fonctionne bien. Face à l’encerclement policier, et à la suppression de l’eau, de l’électricité, des moyens de communications, les idées foisonnent.
- Maximilien LINART

Lors d’une soirée de jumelage entre la ville de Fontainebleau et la ville japonaise HACHINOE, le préfet DUPEYRON, ordonne au commissaire de police LINART d’élucider le décès de Gaston PINSON, le mystère de la pyramide, et lui confie le projet qu’a un groupe industriel japonais de construire un ensemble hôtelier dans la forêt de Fontainebleau, bien qu’elle soit déclarée Réserve Naturelle Protégée.
Sa fille lui fait découvrir le jeu Evolution. Se rendant de nouveau auprès de la Pyramide, il entend fonctionner comme une télévision, mais il est piqué par un insecte et tombe en grande somnolence.
Il retourne à la pyramide, et bien qu’en ayant cassé les 3 faces de miroirs, il ne trouve aucune ouverture dans le bloc de béton. Grâce à un synthétiseur de parole et un programme il entre en conversation avec son ordinateur Mac Iavel.
Mais la première tentative de faire exploser la pyramide échoue.
Chargé du maintien de l’ordre de la manifestation lycéenne, sur les conseils du Préfet DUPEYRON, il doit laisser la situation pourrir par elle-même.
Conseillé par MAC IAVEL, Maximilien fait appel en sous-main aux Rats noirs qui envoient des cocktails Molotov par-dessus les murs du lycée, qui incendient les stands. C’est la défaite chez les Révolutionnaires. Julie et David doivent s’enfuir par les égouts et trouvent refuge chez son professeur de philosophie.
Mais ils doivent encore se sauver ; Une fourmi artificielle les conduit à l’entrée de la Pyramide où ils sont accueillis par Arthur RAMIREZ, ingénieur en micro robotique, et là, ils retrouvent les personnages des deux premiers romans, qui leur font le résumé de leur rencontre précédente avec 103ème.
Devant l’invasion policière, le groupuscule se rend et trois mois plus tard c’est le procès. Julie, les 7 nains, les fourmis et 103ème comparaissent devant les juges.
Mécontent de la façon dont turne le procès, Maximilien LINART truffe de bombes incendiaires la forêt de Fontainebleau, qui seront déclenchées par son ordinateur, dès que la pluie s’arrêtera. Mais 103ème s’introduit chez lui, et Maximilien la poursuit juste que dans la cheminée, mais il fait une chute et se tue. Malgré les efforts de Mac Yavel, 103ème arrive à désamorcer le programme destructeur de l’ordinateur.
À l’issue du procès, Julie et les 7 nains (qui poursuivront leurs entreprises commerciales) et les fourmis seront relaxés.

## Personnages

### Humains
- Julie Pinson

Personnage principal humain. Adolescente rebelle, elle a 19 ans et est élève de Terminale. Elle devient la chanteuse du groupe les 7 nains rebaptisé Les Fourmis. Elle est l'instigatrice de la « Révolution des fourmis ».
- les 7 nains : Le groupe des sept élèves de la classe de Julie Pinson qui restent au fond de la classe :
  - David
  - Francine
  - Zoé
  - Paul
  - Ji-woong
  - Narcisse
  - Léopold
- Gonzague Dupeyron : Neveu du maire. Élève studieux et sociopathe. Membre du groupuscule d'extrême droite des Rats noirs. Principal ennemi de Julie et des 7 nains.
- Maximilien Linart : Commissaire de police chargé d'enquêter sur une mystérieuse pyramide dans la forêt de Fontainebleau. Il est par la suite chargé de déloger Julie et des « révolutionnaires » du lycée où ils se sont barricadés.

### Fourmis
- 103 683e

Personnage principal fourmi, soldate asexuée puis femelle.
Vivant dans la fourmilière de Bel-o-kan, cette petite fourmi, initialement de la caste des soldates, suit, au cours des trois romans de Werber (Les Fourmis, Le Jour des fourmis, La Révolution des fourmis), un parcours initiatique qui va lui permettre de penser par elle-même et d'avoir accès aux connaissances humaines, chose totalement inédite pour cette espèce. Elle va s'aventurer en dehors de sa fourmilière et va même pouvoir communiquer avec les humains grâce à la fabuleuse machine conçue par le professeur Edmond Wells, la « Pierre de Rosette ».
Au cours de la trilogie, elle comprend que ses jours sont comptés en tant qu'ouvrière, et prend conscience de sa mission de transmission du savoir vis-à-vis du monde myrmicéen. Elle décide donc de devenir une Reine, celles-ci ayant 12 ans d'espérance de vie supplémentaire. Elle accomplit cet exploit en mangeant de la gelée royale et en s'accouplant avec 24e, un mâle, compagnon d'aventure. Elle est l'instigatrice de la « Révolution des Doigts ».

## Commentaire de l'auteur
« Ce livre a été écrit après l'échec des Thanatonautes. L'idée était de faire un manuel pour faire la prochaine révolution. Une révolution qui ne fait pas couler le sang mais qui utilise Internet. Pour que les idées soient jugées sur leurs valeurs et non sur l'apparence ou le statut de celui qui les émet. Les fourmis ont un système où les idées circulent de manière fluide. Internet aussi. Donc, j'ai pensé : si la révolution communiste c'est « les soviets plus l'électricité », La Révolution des fourmis c'est « les individus plus Internet ». »

## Autour de l'œuvre
L'héroïne humaine s'appelant Julie Pinson, il se pourrait qu'elle ait un lien de parenté avec le héros des Thanatonautes et ses suites, Michael Pinson.